# DeAndre Carter
DeAndre Carter (San Jose, 10 aprile 1993) è un giocatore di football americano statunitense wide receiver e kick returner dei Cleveland Browns della National Football League (NFL). Al college ha giocato con la Sacramento State University ed è diventato professionista firmando nel 2015 con i Baltimore Ravens. Come wide receiver e kick returner è particolarmente apprezzato per la sua abilità nel mantenere il possesso del pallone durante la corsa.

## Carriera universitaria
Carter, originario di San Jose in California, cominciò a giocare a football nella locale Washington High School di Fremont per poi andare a giocare college football dal 2011 al 2014 per l'Università statale della California a Sacramento con gli Hornets impegnati nella Big Sky Conference (B-Sky) della Divisione I della Football Bowl Subdivision (FBS) della NCAA. Nella sua ultima stagione con gli Hornets fece 99 ricezioni per 1 321 yard e 17 touchdown venendo inserito nella formazione dei migliori giocatori All-American del 2014.
| 2011   | Sacramento State | FBS Div. I | B-Sky  | 8  | 0  | 12  | 161   | 13,4 | 39 | 0  | 8  | 170 | 0 | 0  | 0   | 0 |
| 2012   | Sacramento State | FBS Div. I | B-Sky  | 10 | 10 | 32  | 344   | 10,8 | 59 | 4  | 7  | 200 | 0 | 6  | 56  | 0 |
| 2013   | Sacramento State | FBS Div. I | B-Sky  | 11 | 11 | 64  | 934   | 14,6 | 78 | 14 | 3  | 55  | 0 | 0  | 0   | 0 |
| 2014   | Sacramento State | FBS Div. I | B-Sky  | 12 | 12 | 99  | 1 321 | 13,3 | 61 | 17 | 1  | 1   | 0 | 4  | 69  | 1 |
| Totale | Totale           | Totale     | Totale | 41 | 33 | 207 | 2 760 | 13,3 | 78 | 35 | 19 | 426 | 0 | 10 | 125 | 1 |

Fonte: Sacramento State

## Carriera professionistica

### Baltimore Ravens
Carter non fu scelto nel Draft NFL 2015 e nel maggio dello stesso anno firmò da undrafted free agent con i Baltimore Ravens. Malgrado il buon rendimento mostrato durante la fase di allenamento pre-stagionale, non fu inserito nel roster attivo e il 31 agosto 2015 fu svincolato.

### Oakland Raiders
Il 16 settembre 2015 Carter firmò per la squadra di allenamento degli Oakland Raiders, venendo però svincolato il 1º dicembre 2015.

### New England Patriots
Il 15 dicembre 2016 Carter firmò per la squadra di allenamento dei New England Patriots. Il 26 gennaio 2016 Carter firmò da riserva/contratto futuro. Il 3 settembre 2016 Carter non rientrò nel roster attivo dei Patriots e fu svincolato.

### San Francisco 49ers
Il 24 febbraio 2017 Carter firmò un contratto biennale con i San Francisco 49ers.
Al termine della preparazione pre-campionato Carter fu svincolato e poi il 3 settembre 2017 contrattualizzato per la squadra di allenamento. Carter firmò da riserva/contratto futuro il 3 gennaio 2018 ma fu poi svincolato il 15 maggio 2018.

### Philadelphia Eagles
Il 28 luglio 2018 Carter firmò con i Philadelphia Eagles. Ad inizio stagione rientrò nel roster attivo della squadra, ma fu poi svincolato il 18 settembre 2018 per fare posto in squadra a Josh Adams, e poi ricontrattualizzato con la squadra di allenamento due giorni dopo. Il 29 settembre fu rispostato nel roster attivo. Carter giocò le prime sette partite stagionali con gli Eagles poi, il 7 novembre 2018, fu svincolato.

### Houston Texans
Il 7 novembre 2018 gli Houston Texans ingaggiarono Carter. Dopo aver completato la stagione 2018 con 7 presenze con i Texans, di cui 3 da titolare, fu riconfermato anche per le successive due stagioni 2019 e 2020, in cui giocò rispettivamente 16 e 9 gare. Il 17 novembre 2020 fu svincolato dai Texans.

### Chicago Bears
Il 18 novembre 2020 Carter firmò con i Chicago Bears, con cui portò a termine l'annata.

### Washington Football Team
Il 1º aprile 2021 Carter firmò con il Washington Football Team. Nella partita della settimana 4 contro gli Atlanta Falcons segnò il suo primo touchdown tra i professionisti, ritornando in metà per 101 yard un kickoff. Questa prestazione gli valse il riconoscimento di miglior giocatore NFC degli special team della settimana.

### Los Angeles Chargers
L'8 aprile 2022 Carter firmò un contratto annuale con i Los Angeles Chargers. In stagione giocò tutte le 17 gare della stagione regolare, di cui 7 da titolare, collezionando 46 ricezioni per 538 yard e tre touchdown, ritornando inoltre 26 kickoff per 497 yard e 29 punt per 339 yard.

### Las Vegas Raiders (2º periodo)
Il 30 marzo 2023 Carter firmò un contratto annuale con i Las Vegas Raiders per 2,4 milioni di dollari. Nell'annata giocò tutte le 17 partite della stagione regolare, tra cui una da titolare, facendo registrare quattro ricezioni per 39 yard e nessun touchdown, ritornando 11 kickoff per 262 yard e 24 punt per 232 yard.

### Chicago Bears (2º periodo)
Il 18 giugno 2024 Carter firmò per un anno con i Chicago Bears. Giocò in 13 gare, nessuna come titolare, collezionando 9 ricezioni per 72 yard, nessun touchdown e un fumble perso, ritornando 15 kick off per 479 yard e 17 punt per 158 yard.

### Cleveland Browns
Il 1° aprile 2025 Carter firmò con i Cleveland Browns.

## Palmarès
- Giocatore degli special team della NFC della settimana: 1

4ª del 2021

## Statistiche

### Stagione regolare
| 2015   | BAL    | 0   | 0  | solo in precampionato e/o in squadra di allenamento | solo in precampionato e/o in squadra di allenamento | solo in precampionato e/o in squadra di allenamento | solo in precampionato e/o in squadra di allenamento | solo in precampionato e/o in squadra di allenamento | -   | -     | - | -   | -     | - | -  | - |
| 2016   | NE     | 0   | 0  | solo in precampionato e/o in squadra di allenamento | solo in precampionato e/o in squadra di allenamento | solo in precampionato e/o in squadra di allenamento | solo in precampionato e/o in squadra di allenamento | solo in precampionato e/o in squadra di allenamento | -   | -     | - | -   | -     | - | -  | - |
| 2017   | SF     | 0   | 0  | solo in precampionato e/o in squadra di allenamento | solo in precampionato e/o in squadra di allenamento | solo in precampionato e/o in squadra di allenamento | solo in precampionato e/o in squadra di allenamento | solo in precampionato e/o in squadra di allenamento | -   | -     | - | -   | -     | - | -  | - |
| 2018   | PHI    | 7   | 1  | 2                                                   | 21                                                  | 10,5                                                | 11                                                  | 0                                                   | 10  | 204   | 0 | 10  | 103   | 0 | 1  | 0 |
| 2018   | HOU    | 7   | 3  | 20                                                  | 195                                                 | 9,8                                                 | 50                                                  | 0                                                   | 9   | 221   | 0 | 16  | 146   | 0 | 4  | 1 |
| 2019   | HOU    | 16  | 3  | 11                                                  | 162                                                 | 14,7                                                | 46                                                  | 0                                                   | 14  | 308   | 0 | 22  | 214   | 0 | 2  | 1 |
| 2020   | HOU    | 9   | 0  | 1                                                   | 8                                                   | 8,0                                                 | 8                                                   | 0                                                   | 12  | 250   | 0 | 11  | 96    | 0 | 1  | 1 |
| 2020   | CHI    | 4   | 0  | 0                                                   | 0                                                   | 0,0                                                 | 0                                                   | 0                                                   | 0   | 0     | 0 | 4   | 30    | 0 | 1  | 0 |
| 2021   | WAS    | 17  | 6  | 24                                                  | 296                                                 | 12,3                                                | 26                                                  | 3                                                   | 36  | 904   | 1 | 16  | 134   | 0 | 3  | 0 |
| 2022   | LAC    | 17  | 7  | 46                                                  | 538                                                 | 11,7                                                | 25                                                  | 3                                                   | 26  | 497   | 0 | 29  | 339   | 0 | 3  | 2 |
| 2023   | LV     | 17  | 1  | 4                                                   | 39                                                  | 9,8                                                 | 16                                                  | 0                                                   | 11  | 262   | 0 | 24  | 232   | 0 | 2  | 0 |
| 2024   | CHI    | 13  | 0  | 9                                                   | 72                                                  | 8,0                                                 | 14                                                  | 0                                                   | 15  | 479   | 0 | 17  | 158   | 0 | 1  | 1 |
| Totale | Totale | 107 | 21 | 117                                                 | 1 331                                               | 11,4                                                | 50                                                  | 6                                                   | 133 | 3 125 | 1 | 149 | 1 452 | 0 | 18 | 6 |

### Play-off
| 2018   | HOU    | 1 | 0 | 0 | 0  | 0,0  | 0  | 0 | 1 | 26 | 0 | 0 | 0  | 0 | 0 | 0 |
| 2019   | HOU    | 2 | 1 | 2 | 22 | 11,0 | 17 | 0 | 3 | 60 | 0 | 2 | 22 | 0 | 0 | 0 |
| 2020   | CHI    | 1 | 0 | 3 | 17 | 5,7  | 8  | 0 | 0 | 0  | 0 | 0 | 0  | 0 | 0 | 0 |
| 2022   | LAC    | 1 | 0 | 2 | 17 | 8,5  | 14 | 0 | 0 | 0  | 0 | 0 | 0  | 0 | 0 | 0 |
| Totale | Totale | 5 | 1 | 7 | 56 | 8,0  | 17 | 0 | 4 | 86 | 0 | 2 | 22 | 0 | 0 | 0 |

Fonte: Football Database